# Penestomus montanus
Espèce
Penestomus montanus est une espèce d'araignées aranéomorphes de la famille des Penestomidae.

## Distribution
Cette espèce se rencontre au Lesotho et en Afrique du Sud au Cap-Oriental entre 1 480 et 1 830 m d'altitude dans les monts uKhahlamba et Maluti,.

## Description
La femelle holotype mesure 4,1 mm et le mâle paratype 4,0 mm.

## Systématique et taxinomie
Cette espèce a été décrite par Miller, Griswold et Haddad en 2010.

## Étymologie
Son nom d'espèce lui a été donné en référence à son habitat, la montagne.

## Publication originale
- Miller, Griswold & Haddad, 2010 : « Taxonomic revision of the spider family Penestomidae (Araneae, Entelegynae). » Zootaxa, no 2534, p. 1–36 (texte intégral).